# Al-Batha‘ (Algérie)
Al-Batha‘ ou El-Batha (en arabe : البطحاء) est une ville historique médiévale du Maghreb central, située en Algérie, aujourd'hui disparue. Mentionnée dès les premiers siècles de l’islam, elle a connu une histoire mouvementée, notamment sous les Rustémides, les Fatimides et les Zirides et les Zayyanides. Son rôle stratégique militaire, politique et économique en a fait un centre important, avant que la ville ne soit réduite en ruines à la fin du XVe siècle à cause des conflits tribaux.
Le nom de la ville semble dériver du terme arabe batha, signifiant un terrain plat où l’eau s'écoule. Toutefois, des sources médiévales mentionnent également des variantes comme Al-Sedra ou Bunobure. La localisation exacte de la ville reste incertaine, bien que des chercheurs suggèrent des sites entre Relizane et Mostaganem. Après sa destruction, la ville renaît au XVIe siècle grâce à un ermite soufi, nommé Sidi Céna. Il se pourrait qu’il s’agisse de Yahia Ben Mohammed, surnommé Abou es-Sadat, originaire de Tlemcen, qui fonde une zaouïa et attire une communauté spirituelle.
La ville, bien qu’ayant joué un rôle majeur dans l’histoire du Maghreb central, n'a pas laissé de traces claires de sa fin, et son emplacement exact reste encore matière à débat parmi les historiens.

## Toponymie
Le nom le plus couramment attribué à cette ville dans les sources historiques est Al-Batha‘ (البطحاء), un toponyme qui semble dériver du mot arabe batha (بطحة), qui peut signifie un espace vaste et plat où l’eau s’écoule, laissant derrière elle de la terre et de petits graviers. Cependant, certaines sources proposent des variantes, l’historien algérien Mebarek Al-Mili, dans son ouvrage Histoire de l'Algérie ancienne et moderne, cite un auteur médiéval Al-Dimashqi (XIe siècle), qui fait référence à la ville sous le nom de Al-Sedra (السدرة). De son côté, le géographe et chroniqueur espagnol du XVIe siècle Luis del Mármol Carvajal, dans son ouvrage Descripción general de África, relate que la ville portait autrefois le nom de Bunobure.

## Localisation

Une carte des hypothèses d'emplacement de la ville.

La localisation précise d'Al-Batha‘ n'est pas connue avec certitude, et malgré les suggestions historiques du début du XXe siècle, aucune trace ou étude archéologique n'a définitivement confirmé une quelconque hypothèse.
Yaqout al-Rumi géographe arabe du XIIIe siècle, la décrit comme « une ville au Maghreb, située à environ trois ou quatre jours de marche de Tlemcen ». Mármol, quant à lui, la situe à trois lieues d'Oran. 
Léon l’Africain localise la ville sur le territoire de la tribu des Béni Rached, en précisant que non loin de là coule un modeste cours d’eau : l’Oued Mina. Abderrahman Ibn Khaldoun, historien arabe du XIVe siècle, rapporte que la ville se situait après le territoire des Houaras, qui contrôlaient la Kalâa des Beni Rached. La traduction de la Mouqaddima par William Mac Guckin de Slane précise que les ruines étaient encore reconnaissables sur la rive droite de l'Oued Mina, à quatre ou cinq lieues de l'Oued Chélif. Il mentionne également que la tribu zénète des Beni Ilumi a pris le contrôle de la ville après l’affaiblissement des Maghraouas, et s’était installée sur la rive ouest de l’oued Mina.
D’autres chercheurs contemporains, notamment Mebarek El-Mili, Mokhtar Hassani, Mahdi El-Bouabdelli et Abderrahmane Djilali, proposent de localiser Al-Bathaʾ dans l’actuelle commune d'El Matmar.
Salma Kasbadji suggère que l'emplacement d'Al-Batha', selon les récits historiques, pourrait être près de la localité de Bou-Guirat.

## Histoire

### Origines et évolution historique
L’origine exacte d’Al-Batha’ demeure difficile à établir avec certitude. Toutefois, la région est mentionnée dès les premiers siècles de l’islam, notamment à l’époque des Rustémides, durant laquelle elle relevait de leur autorité. Vers 785 (240 AH), à la suite des troubles internes ayant frappé l’imamat rostémide, la ville serait passée sous le contrôle d’un opposant à l'imam Aflah ibn Abd al-Wahhab.
Avec l’arrivée des Fatimides et leur expansion au Maghreb central, Al-Batha‘ est brièvement intégrée à leur zone de domination. Cette mainmise reste cependant temporaire, car selon Ibn Khaldoun, la région passe ensuite sous l’autorité des Banu Ilumi, une tribu issue de la grande confédération zénète des Maghraouas. La situation évolue de nouveau avec l'ascension des Zirides, dynastie sanhajienne initialement alliée aux Fatimides. Durant cette période, un chef rival, Mohammed ibn Khayr ibn Khurz al-Maghrawi, parvient à s'emparer d’Al-Batha’ avec l’appui de ses alliés Omeyyades et des tribus zénètes. Cette prise de contrôle entraîne la réaction du dirigent Ziride Ziri ibn Menad, qui arme son fils Bologhine ibn Ziri afin de reconquérir la ville et de rétablir l’autorité ziride.
Après la rupture des Zirides avec le Fatimides, ces derniers favorisent l’implantation de tribus hilaliennes dans l’arrière-pays des Zirides, dont notamment la tribu des Habra, branche des Béni Soueïd, qui finit par prendre possession d’Al-Batha’. Dès lors, la ville entre dans une phase prolongée d’instabilité, marquée par des affrontements répétés entre tribus, un climat de tension qui semble avoir perduré même après l’arrivée des Hammadides et des Almoravides.
Al-Baydhaq (en), chroniqueur maghrébin du XIe siècle au service des Almohades, relate que Ibn Tumart aurais fait halte à Al-Batha’ lors de son voyage retour de Béjaïa vers Marrakech, accompagné de son compagnon Abd al-Muʾmin. Durant cette étape, Ibn Tumart remet une amulette à son hôte en signe de gratitude. Ce témoignage atteste que la ville avait un certain rôle à l’époque almoravide. Selon le chercheur Younès Mouassim, la ville « aurait probablement fait partie des localités stratégiques choisies par Ibn Toumert dans le cadre de son projet de création d'état, étant donné que tous ses déplacements étaient pensés dans une logique de diffusion de son idéologie et de recherche d’alliés. »
Quant à Ibn Abi Zarʿ, chroniqueur maghrébin du XIVe siècle, Il mentionne dans son Rawd al-Qirtas , que c'est le calife almohade ʿAbd al-Muʾmin qui aurait ordonné la construction d’une ville à l’emplacement où Ismaʿil Al-Khazraji s'était sacrifié pour lui sauver la vie. Le lieu précis aurait été désigné par l'agenouillement de la chamelle portant le corps du défunt. Une qubba (mausolée) ainsi qu'une mosquée furent édifiées sur ce site, et la ville se serait ensuite développée autour. ʿAbd al-Muʾmin y installe également 10 hommes de confiance choisis parmi les tribus loyales. Cependant, selon les récits historiques, ainsi que les témoignages de chroniqueurs antérieurs, démontrent que Al Batha’ existait clairement avant même l’avènement des Almohades au pouvoir.

### Période Abdelwadides
Dès le XIIIe siècle, avec l'arrivée des Abdelwadides dans la région, la ville d'Al-Batha‘ est devenu dans le giron de leur influence, et cela après que Yaghmurasen Ibn Zayan ne soit plus allié aux Almohades et décide de gérer son territoire de manière indépendante, fondant ainsi son propre royaume.

## Disparition et résurgence

Les liaisons d’Al-Batha’ au siècle.

La ville était réduite à l’état de ruines à la fin du XVe siècle. Selon Mármol, chroniqueur espagnol du XVIe siècle la ville serait probablement restée inhabitée jusqu’à l’arrivée d’un ermite soufie « Sidi Céna ».
Ce personnage, Sidi (en) Céna, gagne progressivement en popularité auprès de la population, et les gouverneurs de l’époque commencent alors à se méfier de lui, au point de lui accorder une exonération du paiement de l’itawa, une forme traditionnelle de redevance fiscale. Il décide de fonder une zaouïa et demande à ses partisans, désireux d’adhérer à sa ṭariqa (voie soufie d’élévation spirituelle), de l’aider également à sa construction. Il aurait alors réuni environ 500 disciples (muridin). Selon Selma Kasbadji, le personnage évoqué pourrait faire écho à Yahia Ben Mohammed, dit Abou es-Sadat, mentionné par Ibn Maryam dans son Boustane. Ce dernier serait originaire d’une famille de madyouna et serait né à Tlemcen.
Tout comme l’histoire de sa fondation, les circonstances de la disparition d’Al-Bathaʾ demeurent également inconnues.